# Ковалівська волость (Одеський повіт)
Ковалівська волость — історична адміністративно-територіальна одиниця Одеського повіту Херсонської губернії.
Станом на 1886 рік складалася з 5 поселень, 5 сільських громад. Населення — 1610 осіб (815 осіб чоловічої статі та 795 — жіночої), 296 дворових господарств.
|                     | Площа, десятин | У тому числі орної, дес. |
| ------------------- | -------------- | ------------------------ |
| Сільських громад    | 2911           | 2338                     |
| Приватної власності | 19478          | 12773                    |
| Казенної власності  | —              | —                        |
| Іншої власності     | 120            | 120                      |
| Загалом             | 22509          | 15231                    |

Найбільші поселення волості:
- Ковалівка — містечко при річці Буг за 120 верст від повітового міста, 772 особи, 136 дворів, земський стояночний пункт. За 1/2 версти — 3 лавки. За версту — зруйнована православна церква, молитовний будинок, недіючий винокурний завод. За 1 1/2 верст — лавка. За 4 версти — камера мирового судді. За 7 верст — лавка.
- Авдотіївка (Ткаченка, Ткачикова) — село при річці Буг, 300 осіб, 60 дворів, зруйновані пивоваренний та цегельний заводи.
- Андріївка (Ерделева, Ларія) — село при річці Буг, 383 осіб, 74 дворів, переправа через річку Буг.